# یوری گاوریلوف
یوری گاوریلوف (اوکراینی: Юрій Анатолійович Гаврилов؛ زادهٔ ۲۷ فوریهٔ ۱۹۶۷) بازیکن هندبال اهل اوکراین بود.